# ダル・マルダン・シャハ
ダル・マルダン・シャハ（Dal Mardan Shah、生没年不詳）は、ネパール、ゴルカ王国の王子。パタン・マッラ朝の君主（在位：1764年 - 1765年）でもある。
第9代君主ナラ・ブーパール・シャハの息子、第10代君主プリトビ・ナラヤン・シャハの弟にあたる。

## 生涯
ゴルカ王ナラ・ブーパール・シャハの息子として誕生した。
パタン・マッラ朝はゴルカ王国のカトマンズ盆地の経済封鎖に耐えかねて、パタンの長老たちはゴルカ王プリトビ・ナラヤン・シャハにパタン王になるよう要請した。その結果、1764年に王弟ダル・マルダンをパタン王として迎え入れた。
その間、同年に兄プリトビ・ナラヤンは盆地の要衝でパタン領キルティプルを攻撃した。パタン王ダル・マルダンはもとより、カトマンズ・マッラ朝、バクタプル・マッラ朝も動かなかったため、キルティプル単独で応戦し、一旦は敗退させたが、ゴルカは長期に渡る包囲を展開した。
ゴルカによる盆地の経済封鎖が解かれなかったため、ダラ・マルダンはパタンの長老たちに監禁された。その後、1765年に彼はパタンから脱出し、兄の軍勢に合流した。
プリトビ・ナラヤンの息子プラタープ・シンハ・シャハの治世、1777年から1784年にかけて、ヴァーラーナシーに追放された。